# Јединствени прстен
Јединствени прстен је прстен из трилогије Џ. Р. Р. Толкина Господар прстенова.
Јединствени прстен је био највећи од свих прстенова моћи. Саурон га је створио да влада свим осталима, а да би то постигао морао је у њега уложити много своје властите снаге и воље. Тако је Прстен постао извор велике моћи за Саурона, али је такође био и његова слаба тачка, јер би уништење Прстена у ватрама Уклете планине значило и Сауронову пропаст.

## Општи подаци
- Датум стварања: око 1600. године Другог доба
- Датум уништења: 25. марта 3019. године Трећег доба
- Творац: Саурон
- Место стварања: Уклета планина у Мордору
- Носиоци: Исилдур, Дигол, Смигол (Голум), Билбо Багинс, Фродо Багинс, Сем Гамџи
- Изглед: једноставан златни прстен с натписом на „црном језику“ који се појављује у ватри.

## Опис прстена
Јединствени прстен је био сасвим обичан и златан, без икаквих украса и драгуља. Његова се величина мењала како би пристајала особи која га је у тренутку носила. Изгледао је потпуно једноставно, без икаквих уреза или ознака, али кад је био угрејан ватром појавио би се натпис са спољашње и унутрашње стране. Натпис је био исписан вилењачким писмом, јер су била потребна фина слова, али језик је био црни језик Мордора. Писало је:
У преводу:

## Моћи прстена
- Саурон и Прстен — Саурон је помоћу Јединственог могао контролисати остале прстенове и њихове носиоце.
- Уништење Прстена — Због огромне количине сопствене снаге уложене у Јединствени прстен, Саурон би био уништен ако би Јединствени прстен био уништен.
- Невидљивост — Прстен је могао свог носиоца учинити невидљивим за нормалне особе. Једино су Назгули могли видети носиоца, пошто и они припадају свету сенки.
- Продуживање живота — Сви носиоци прстена су наизглед заустављали старење (нпр. Смигол, Билбо, Фродо) и живели доста дуже него други припадници њихове врсте.
- Дуготрајно ношење — Прстен је имао јак негативни утицај на свог господара, тако да се свако ко га је дуже носио претварао у злу особу. Због тога Гандалф није желео да преузме прстен, јер би и он потпао под његов утицај, и само заменио Саурона на престолу таме.